# Danh sách tập phim Digimon Savers
Digimon Savers là phim hoạt hình Nhật Bản sản xuất bởi Toei Animation. Phim có tổng cộng 48 tập. Phim được phát sóng trên Fuji Television từ ngày 2 tháng 4 năm 2006 đến 25 tháng 3 năm 2007.
Ca khúc mở đầu chính series lần lượt là "Gōing! Going! My Soul!!" (強ｉｎｇ！Ｇｏｉｎｇ！Ｍｙ Ｓｏｕｌ！！) của Dynamite SHU từ tập 1 đến tập 29 và "Hirari" (ヒラリ) của Wada Kouji từ tập 30 đến tập 48. Ca khúc kết thúc lần lượt là "One Star" của Itou Yousuke từ tập 1 đến tập 24 và "Ryūsei" (流星) của MiyuMiyu từ tập 25 đến tập 48. Nhạc lồng trong phim là "Believer" của IKUO.

## Tổng quan
| Mùa | Mùa | Số tập | Số tập | Phát sóng gốc      | Phát sóng gốc       |
| Mùa | Mùa | Số tập | Số tập | Phát sóng lần đầu  | Phát sóng lần cuối  |
| --- | --- | ------ | ------ | ------------------ | ------------------- |
|     | 5   | 48     | 48     | 4 tháng 2 năm 2006 | 25 tháng 3 năm 2007 |

## Danh sách tập
| STT tập phim | Tên tập phim | Ngày phát sóng gốc   |  |
| ------------ | --- | -------------------- |  |
|              | |                      |  |
| 1            | "Tôi là Masaru! Cockatrimon tấn công" "Ore ga Masaru da! Kokatorimon Shūrai" (俺が大だ！コカトリモン襲来)                                                                             | 2 tháng 4 năm 2006   |  |
| 2            | "Digisoul cuồng nộ cháy lên. Flymon ẩn nấp trong bóng tối" "Moero Ikari no Dejisouru - Yami ni Hisomu Furaimon" (燃えろ怒りデジソウル・闇にひそむフライモン)                          | 9 tháng 4 năm 2006   |  |
| 3            | "Thiên tài Tohma trở lại! Đánh bại Meramon" "Kaette kita Tensai Tōma! Meramon o Buttobase" (帰ってきた天才トーマ！メラモンをぶっとばせ)                                               | 16 tháng 4 năm 2006  |  |
| 4            | "Đội mới lần đầu xuất quân! Đuổi theo Drimogemon!" "Shin Chīmu Hatsu Shutsudou! Dorimogemon o Oe!" (新チーム初出動！ドリモゲモンを追え！)                                             | 23 tháng 4 năm 2006  |  |
| 5            | "Bước vào thế giới kỹ thuật số! Cái bẫy của Drimogemon" "Dejitaru Wārudo Totsunyū! Dorimogemon no Wana" (デジタルワールド突入！ドリモゲモンの罠)                                      | 30 tháng 4 năm 2006  |  |
| 6            | "Sự phối hợp của Masaru và Agumon tan vỡ!? Cơn lốc Garurumon" "Masaru-Agumon Konbi Kaishou!? Shippū Garurumon" (大・アグモンコンビ解消！？疾風ガルルモン)                             | 7 tháng 5 năm 2006   |  |
| 7            | "Ngày nghỉ của Tohma, BomberNanimon nổ tung" "Tōma no Kyūjitsu Bakuretsu Bonbānanimon" (トーマの休日爆裂ボンバーナニモン)                                                             | 14 tháng 5 năm 2006  |  |
| 8            | "Yoshino và câu chuyện Lọ Lem!? Cái bóng cua Chrysalimon" "Yoshino Tama no Koshi Getto!? Kurisarimon no Kage" (ヨシノ玉の腰ゲット！？クリサリモンの影)                                | 21 tháng 5 năm 2006  |  |
| 9            | "Trận đấu mất mặt của Tohma, Togemon điều khiển bí ẩn" "Tōma Eikounaki Tatakai Anyaku Togemon" (トーマ栄光なき戦い 暗躍トゲモン)                                                      | 28 tháng 5 năm 2006  |  |
| 10           | "Ngày xui xẻo nhất của Masaru, Soulmon tinh nghịch" "Masaru Jinsei Saiaku no Hi Itazura Sourumon" (マサル人生最悪の日 いたずらソウルモン)                                             | 4 tháng 6 năm 2006   |  |
| 11           | "Nối lại mối quan hệ giữa cha mẹ và con, ảo giác của Evilmon" "Oyako no Kizuna o Torimodose Ibirumon no Genwaku" (親子の絆を取り戻せ イビルモンの幻惑)                                | 18 tháng 6 năm 2006  |  |
| 12           | "Tôi sẽ bảo vệ Chika! Quyết tâm của Piyomon" "Chika wa Boku ga Mamoru! Piyomon no Ketsui" (知香はボクが守る！ピヨモンの決意)                                                          | 25 tháng 6 năm 2006  |  |
| 13           | "Sức mạnh mới của Masaru - Tiến hóa! RizeGreymon" "Masaru Aratanaru Chikara - Shinka! Raizugureimon" (マサル新たなる力 進化！ライズグレイモン)                                        | 2 tháng 7 năm 2006   |  |
| 14           | "Cậu bé Digimon Ikuto. Người giữ rừng Jureimon" "Dejimon Shounen Ikuto, Mori no Bannin Jureimon" (デジモン少年イクト 森の番人ジュレイモン)                                            | 9 tháng 7 năm 2006   |  |
| 15           | "Kỉ niệm về mẹ, Gầm lên MachGaogamon" "Kāsan no Omoide, Hoero Mahhagaogamon" (母さんの想い出 吠えろマッハガオガモン)                                                                  | 23 tháng 7 năm 2006  |  |
| 16           | "Falcomon là đồng hành!? Cơn cuồng nộ! Blossamon" "Nakama wa Farukomon!? Mōretsu! Burossamon" (仲間はファルコモン！？モーレツ！ブロッサモン)                                          | 30 tháng 7 năm 2006  |  |
| 17           | "Giọng hát gọi phép màu - Lilamon tiến hóa" "Kiseki o Yobu Utagoe - Rairamon Shinka" (奇跡を呼ぶ歌声 ライラモン進化)                                                                  | 6 tháng 8 năm 2006   |  |
| 18           | "Biệt đội DAST bị đánh bại!? Chạm trán Mercurymon" "DATS Chīmu Zenmetsu!? Gekitotsu Merukurimon" (DATSチーム全滅！？激突メルクリモン)                                                 | 13 tháng 8 năm 2006  |  |
| 19           | "Mục tiêu là Ikuto!? Kế hoạch của Gotsumon" "Hyouteki wa Ikuto!? Gotsumon no Takurami" (標的はイクト！？ゴツモンの企み)                                                               | 20 tháng 8 năm 2006  |  |
| 20           | "Cứu lấy mẹ cậu, Ikuto. Chiếc lồng của Hagurumon" "Hahaoya o Sukue, Ikuto - Hagurumon no Ori" (母親を救え、イクト ハグリモンの檻)                                                     | 27 tháng 8 năm 2006  |  |
| 21           | "Hỗn loạn ở thế giới thực, cuộc hành quân của Digimon" "Ningenkai Dai Panikku, Dejimon Gundan Shingeki" (人間界大パニック デジモン軍団進撃)                                           | 3 tháng 9 năm 2006   |  |
| 22           | "Đánh bại thể cùng cực! SaberLeomon nổi giận" "Taose Kyūkyokutai! Hadou Sāberureomon" (倒せ究極体！怒涛サーベルレオモン)                                                              | 10 tháng 9 năm 2006  |  |
| 23           | "Trở lại thế giới kỹ thuật số, Insekimon hung hãn" "Futatabi, Dejitaru Wārudo e Insekimon Daiabare" (再びデジタルワールドへ インセキモン大暴れ)                                       | 17 tháng 9 năm 2006  |  |
| 24           | "Tiết lộ quá khứ! Tàn nhẫn! Gizmon: AT" "Akasareru Kako Hijou! Gizumon: AT" (明かさせる過去 非常ギズモン：AT)                                                                         | 24 tháng 9 năm 2006  |  |
| 25           | "Chỉ cần có tham vọng của Kurata, bay lên Yatagaramon" "Kurata no Yabou o Kudake, Hishou Yatagaramon" (倉田の野望をくだけ 飛翔ヤタガラモン)                                           | 1 tháng 10 năm 2006  |  |
| 26           | "Masaru bị xóa trí nhớ. Mối liên kết bị mất" "Masaru Kioku Shoukyo, Ushinawareta Kizuna" (マサル記憶消去 失われた絆)                                                                  | 8 tháng 10 năm 2006  |  |
| 27           | "Đuổi theo Kurata. Kế hoạch tận diệt Digimon bắt đầu!" "Kurata o Oe, Dejimon Senmetsu Sakusen Kaishi!" (倉田を追え デジモン殲滅作戦開始)                                              | 15 tháng 10 năm 2006 |  |
| 28           | "Không thể tiến hóa! Digivice bị phá hỏng" "Shinka Fukanou! Dejivaisu Houkai" (進化不可能！デジヴァイス崩壊)                                                                          | 22 tháng 10 năm 2006 |  |
| 29           | "Digivice được phục hồi, Một ánh sáng mới" "Yomigaeru Dejivaisu, Aratanaru Kagayaki" (よみがえるデジヴァイス 新たなる輝き)                                                            | 29 tháng 10 năm 2006 |  |
| 30           | "Masaru bị giam giữ. Cái bẫy của Thánh Đô" "Toraware no Masaru, Seinaru Miyako no Wana" (とらわれの大 聖なる都の罠)                                                                   | 5 tháng 11 năm 2006  |  |
| 31           | "Thiên tài đấu trí! Tohma VS Nanami" "Tensai Taiketsu! Tōma tai Nanami" (天才対決！トーマVSナナミ)                                                                                    | 12 tháng 11 năm 2006 |  |
| 32           | "Quân đội Kurata tấn công. Bảo vệ Thánh đô" "Moukou Kurata Gundan, Seinaru Miyako o Mamore" (猛攻倉田軍団 聖なる都を守れ)                                                             | 19 tháng 1 năm 2006  |  |
| 33           | "Trận chiến cuối cùng! Kouki, tiến hóa cùng cực" "Saigo no Kessen! Kouki, Kyūkyoku Shinka" (最後の決戦！聖、究極進化)                                                                 | 26 tháng 11 năm 2006 |  |
| 34           | "Ngày khác thường, kẻ mạnh nhất - Tohma!" "Ketsubetsu no Hi, Saikyou no Teki - Tōma!" (訣別の日 最強の敵・トーマ！)                                                                   | 3 tháng 12 năm 2006  |  |
| 35           | "Sức mạnh hủy diệt, ShineGreymon hóa điên" "Hametsu no Pawā. Shaingureimon Bousou" (破滅のパワー シャイングレイモン暴走)                                                              | 10 tháng 12 năm 2006 |  |
| 36           | "Quỷ Vương Belphemon hồi sinh" "Maou Berufemon Fukkatsu" (魔王ベルフェモン復活) | 17 tháng 12 năm 2006 |  |
| 37           | "Thức dậy đi, Agumon. Đánh bại Belphemon!" "Mezame yo Agumon. Berufemon o Taose!" (目覚めよアグモン ベルフェモンを倒せ！)                                                             | 24 tháng 12 năm 2006 |  |
| 38           | "Burst Mode. Sức mạnh hơn cả cùng cực" "Bāsuto Moodo. Kyūkyoku Koeru Chikara" (バーストモッド 究極越える力)                                                                           | 7 tháng 1 năm 2007   |  |
| 39           | "Thế giới thực bị phá hủy! Sự phán xét của Yggdrasil" "Ningenkai Shoumetsu! Igudorashiru no Ketsudan" (人間界消滅！イグドラシルの決断)                                                | 14 tháng 1 năm 2007  |  |
| 40           | "Hiệp sĩ mạnh nhất. Royal Knights tập hợp" "Saikyou Kishidan - Roiyaru Naitsu Shūketsu" (最強騎士団 ロイヤルナイツ集結)                                                               | 21 tháng 1 năm 2007  |  |
| 41           | "Xác nhận từ một nắm tay! Cảm xúc của bố" "Kobushi de Tashikamero! Tousan no Omoi" (拳でたしかめろ！父さんの想い)                                                                     | 28 tháng 1 năm 2007  |  |
| 42           | "Burst Mode từ quyết tâm của Tohma" "Tōma Ketsui no Bāsuto Mōdo" (トーマ決意のバーストモッド)                                                                                         | 4 tháng 2 năm 2007   |  |
| 43           | "Sức mạnh và công lý! Thú Hiệp sĩ Duftmon" "Chikara koso Seigi! Juukishi Dufutomon" (力こそ正義！獣騎士ドゥフトモン)                                                                  | 11 tháng 2 năm 2007  |  |
| 44           | "Đập tan! Khiên cứng nhất của Craniummon" "Kudake! Kureniamumon no Saikyou no Tate" (砕け！クレニアヌモンの最強の盾)                                                                  | 25 tháng 2 năm 2007  |  |
| 45           | "Trận đánh 1 đấu 1 của hai người đàn ông! Masaru VS Suguru" "Otoko to Otoko no Taiman Shoubu! Masaru tai Suguru" (男と男のタイマン勝負！大VS英)                                       | 4 tháng 3 năm 2007   |  |
| 46           | "Kinh hoàng! Sự thật về BanchoLeomon" "Shougeki! Banchōreomon no Shinjitsu" (衝撃！バンチョウレオモンの真実)                                                                          | 11 tháng 3 năm 2007  |  |
| 47           | "Bảo vệ tương lai! Cuộc chiến cuối cùng của DATS" "Mirai o Mamore! DATS Saigo no Tatakai" (未来の守れ！DATS最後の戦い)                                                                | 18 tháng 3 năm 2007  |  |
| 48           | "Kết thúc hoàn hảo! Tạm biệt võ sĩ đường phố" "Kanzen Kecchaku! Saraba Kenka Banchou" (完全決着！さらばケンカ番長)                                                                    | 25 tháng 3 năm 2007  |  |
| S            | "Agumon! Gaomon! Lalamon! Bùng lên! Bên lề trận chiến cuối cùng!" "Agumon! Gaomon! Raramon! Bakuretsu! Shōkai Rasuto Batoru!" (アグモン! ガオモン! ララモン! 爆裂! 場外ラストバトル!) | Không phát sóng      |  |